# Vrážné (Pláně)
Vrážné (německy Wraschen) je vesnice, část obce Pláně ve střední části okresu Plzeň-sever v Plzeňském kraji. Leží čtyři kilometry severozápadně od Plas. Katastrální území Vrážné nad Střelou měří 417 hektarů. Vrážné sousedí na jihovýchodě s městem Plasy, na jihu s Korýtky a na západě s Pláněmi.

## Historie
Ves poprvé připomínána k roku 1146 jako dar knížete Vladislava II. vznikajícímu plaskému klášteru.

## Obyvatelstvo
Při sčítání lidu v roce 1921 zde žilo 121 obyvatel (z toho 65 mužů), z nichž bylo 119 Čechoslováků a dva cizinci. K římskokatolické církvi se hlásilo 55 lidí, 48 jich patřilo k církvi československé, dva k nezjišťovaným církvím a šestnáct lidí bylo bez vyznání. Podle sčítání lidu z roku 1930 měla vesnice 120 obyvatel československé národnosti. Převažovala římskokatolická většina, ale kromě ní ve vsi žil jeden evangelík, 38 členů církve československé a sedmnáct lidí bez vyznání.
| Rok            | 1869 | 1880 | 1890 | 1900 | 1910 | 1921 | 1930 | 1950 | 1961 | 1970 | 1980 | 1991 | 2001 | 2011 | 2021 |
| -------------- | ---- | ---- | ---- | ---- | ---- | ---- | ---- | ---- | ---- | ---- | ---- | ---- | ---- | ---- | ---- |
| Počet obyvatel | 128  | 145  | 131  | 111  | 111  | 121  | 120  | 90   | 92   | 75   | 74   | 72   | 60   | 55   | 62   |
| Počet domů     | 15   | 15   | 18   | 17   | 17   | 17   | 19   | 35   | 35   | 21   | 18   | 23   | 23   | 22   | 24   |

## Obecní správa
Při sčítání lidu v letech 1869–1890 Vrážné bylo osadou obce Pláně v okrese Kralovice. V letech 1900–1959 bylo samostatnou obcí, se kterým patřilo nejprve do okresu Kralovice, ale v roce 1950 v okrese Plasy. Od 1. ledna 1960 do 31. prosince 1985 bylo znovu částí obce Pláně v okrese Plzeň-sever. Od 1. ledna 1986 do 31. prosince 1992 bylo částí města Plasy v okrese Plzeň-sever. Od 1. ledna 1993 je opět částí obce Pláně v okrese Plzeň-sever. V letech 1900–1910 k obci patřila Korýtka.

## Pamětihodnosti
- Špýchar usedlosti čp. 3
- Do severovýchodního cípu katastrálního území zasahuje část ondřejovského hradiště.